# Pseudeurostus kelleri
Pseudeurostus kelleri är en skalbaggsart som beskrevs av Brown 1959. Pseudeurostus kelleri ingår i släktet Pseudeurostus och familjen Ptinidae. Inga underarter finns listade i Catalogue of Life.